# Soundbombing II
Soundbombing II es la segunda entrega de la serie de recopilaciones Soundbombing de Rawkus Records, lanzada por el sello el 18 de mayo de 1999. Mezclado por DJ Babu y J Rocc de Beat Junkies, el álbum incluyó pistas de una variedad de artistas, tanto aquellos bajo contrato con Rawkus como artistas populares de otros sellos.
Con el apoyo de una fuerte campaña de promoción, Soundbombing II tuvo un desempeño comercial significativamente mejor que otros álbumes de hip hop underground, alcanzando el puesto número 30 en la lista Billboard 200. El sencillo principal del álbum, «One-Nine-Nine-Nine», también apareció en varias listas.
Tras su lanzamiento, Soundbombing II recibió elogios generalizados de los críticos musicales. En los años transcurridos desde su lanzamiento, el álbum alcanzó un estatus de clásico y los críticos musicales afirmaron que capturaba perfectamente la era del hip hop underground de finales de los años 90. Soundbombing II fue nombrado por varias publicaciones como uno de los mejores álbumes de hip hop de todos los tiempos.

## Antecedentes
A finales de la década de 1990, Rawkus Records se estableció en la comunidad del hip hop underground, con lanzamientos como Funcrusher Plus de Company Flow, Mos Def & Talib Kweli Are Black Star y el primer álbum recopilatorio Soundbombing. Tras el éxito de los álbumes del sello, Rawkus contrató a algunos artistas más y planeó lanzar varios álbumes en 1999. Soundbombing II estaba destinado a ser la base para los futuros lanzamientos.
En 1998, DJ Babu y J Rocc de Beat Junkies trabajaron en una tienda de discos en Los Ángeles. Los artistas de Rawkus Mos Def y Talib Kweli visitaban con frecuencia la tienda. Finalmente, los fundadores de Rawkus, Brian Brater y Jarret Myer, se acercaron a Babu y J Rocc y les pidieron ayuda con la mezcla de Soundbombing II.

## Lanzamiento
Soundbombing II fue lanzado el 18 de mayo de 1999 por Rawkus Records. Financiado por James Murdoch, hijo del multimillonario Rupert Murdoch y amigo universitario de los fundadores del sello, Rawkus pudo permitirse más promoción para el álbum que otros sellos de hip hop underground. Además de los anuncios de página completa en revistas de música, Rawkus también filmó un video musical para la canción «1-9-9-9», DJ Babu y J Rocc hicieron un mixtape promocional especial y Rap City de BET emitió un episodio especial dedicado a Soundbombing II.
Con toda la promoción, Soundbombing II vendió mucho más de lo que esperaba el sello. El álbum apareció en el Billboard 200, donde alcanzó el puesto número 30, y en el Top R&B/Hip-Hop Albums, donde alcanzó el puesto número 6. El sencillo «One-Nine-Nine-Nine» alcanzó el número 10 en Bubbling Under Hot 100 Singles, una extensión de 25 posiciones en el Billboard Hot 100, el número 41 en la lista Hot R&B/Hip-Hop Songs,  y el número 4 en Hot Rap Songs. 

## Recepción crítica
Soundbombing II fue elogiado por los críticos musicales. Matt Conaway de AllMusic calificó el álbum como un «proyecto Rawkus por excelencia», elogiando la accesibilidad del álbum tanto para los oyentes underground como para los mainstream, al tiempo que criticaba la mezcla de Beat Junkies. Nathan Rabin, de The A.V. Club, aplaudió el álbum por ser un «proyecto excepcional», reconociendo las introducciones a mitad del álbum como un defecto menor. Escribiendo para Entertainment Weekly, Will Hermes elogió a DJ Babu y J Rocc, llamándolos «cirujanos de tocadiscos», y describió a Soundbombing II como con visión de futuro. Tim Perry de The Independent calificó el álbum como una mejora respecto del Soundbombing original y lo proclamó la banda sonora del verano de 1999. RapReviews también lo describió como una mejora con respecto al original, afirmando que las letras del álbum son algunas de las mejores letras del año, y que «todas las demás compilaciones que existen palidecen en comparación». Matt Diehl, de la revista Rolling Stone, nombró a Soundbombing II como la compilación de hip hop más importante del año y la comparó con un cohete que llevará el hip hop underground «a la cima». En una reseña para la revista Spin, Neil Drumming elogió el álbum por sus «altos conceptos», al tiempo que criticó los «himnos de batalla que no llevan a ninguna parte». La revista The Wire elogió a Soundbombing II, calificándolo como una «instantánea invaluable de un área de la música actualmente rebosante de ideas», destacando la transformación del álbum en «un largo flujo funk». El autor de la revista Vibe, Noah Callahan-Bever, aplaudió el álbum, destacando la evolución de los artistas del sello, que pasaron «de ser crudos y sin pulir a ser artistas sólidos y hábiles, preparados para darles a los raperos que encabezan las listas una seria competencia».

## Legado
Desde su lanzamiento, Soundbombing II ha seguido aumentando en popularidad. Matt Welty, de la revista Complex, lo calificó como un «imprescindible de principios de los años 2000», mientras que Jeff Weiss, de Pitchfork, dijo que el álbum «sonó incesantemente en los dormitorios de los estudiantes de Estados Unidos e Inglaterra». Con el paso de los años, el álbum alcanzó el estatus de clásico. Tom Breihan de Stereogum dijo que Soundbombing II «codificó el universo del rap underground». HipHopDX lo nombró «posiblemente la mejor encapsulación de cuerpo completo de la era».
Varias publicaciones colocaron a Soundbombing II en sus listas de los mejores álbumes. La revista Rolling Stone lo colocó en el puesto número 181 de su lista de los 200 mejores álbumes de hip hop de todos los tiempos, nombrándolo «la mejor compilación de hip-hop de la historia». La revista Fact colocó a Soundbombing II en el número 8 de su lista de los 100 mejores discos de hip hop independiente de todos los tiempos, afirmando que era una «lección en el arte y la ciencia de armar mixtapes» y «la mejor y más definitiva compilación de la era».
El rapero Danny Brown nombró a Soundbombing II como uno de sus álbumes favoritos, diciendo que tuvo una gran influencia en él, ya que quería rapear tan hábilmente como los raperos del álbum y que fue la primera vez que vio que «los mejores raperos podían ser tipos que no veía en MTV todo el tiempo». Entre otros que han elogiado el álbum se encuentran el actor Jonah Hill y el comediante Eric André.

## Lista de canciones
Los créditos están adaptados de las notas del álbum.

| N.º   | Título                                                     | Productor(es)                           | Duración |  |
| 1.    | «Intro»                                                    |                                         | 1:58     |  |
| 2.    | «Any Man» (Intro)                                          | Beat Junkies                            | 1:03     |  |
| 3.    | «Any Man» (Eminem)                                         | Da Beatminerz                           | 2:53     |  |
| 4.    | «B-Boy Document '99» (The High & Mighty, Mos Def y Skillz) | DJ Mighty Mi                            | 4:07     |  |
| 5.    | «WWIII» (Intro)                                            | Beat Junkies                            | 1:01     |  |
| 6.    | «WWIII» (Shabaam Sahdeeq y Pharoahe Monch)                 | Lee Stone                               | 3:29     |  |
| 7.    | «Stanley Kubrick» (R.A. the Rugged Man)                    | Capital the Crime Lord                  | 3:32     |  |
| 8.    | «A Message from J-Live & Prince Paul» (Interlude)          |                                         | 0:49     |  |
| 9.    | «Crosstown Beef» (Intro)                                   | Beat Junkies, Kid Capri                 | 0:48     |  |
| 10.   | «Crosstown Beef» (Medina Green, Mos Def y DCQ)             | Posdnous                                | 4:30     |  |
| 11.   | «7XL» (Intro)                                              | Beat Junkies, Pete Rock, Marley Marl    | 0:57     |  |
| 12.   | «7XL» (Sir Menelik, Sadat X y Grand Puba)                  | DJ Spinna                               | 3:50     |  |
| 13.   | «Chaos» (Reflection Eternal y Bahamadia)                   | Hi-Tek                                  | 4:12     |  |
| 14.   | «Soundbombing» (Tash y Dilated Peoples)                    | Evidence                                | 3:04     |  |
| 15.   | «Brooklyn Hard Rock» (Thirstin Howl III)                   | Thirstin Howl III, Smitty Steve Bosston | 1:25     |  |
| 16.   | «Mayor» (Pharoahe Monch)                                   | Lee Stone                               | 3:28     |  |
| 17.   | «Patriotism» (Intro)                                       | Beat Junkies                            | 0:38     |  |
| 18.   | «Patriotism» (Company Flow)                                | El-P                                    | 5:08     |  |
| 19.   | «1-9-9-9» (Intro)                                          | Beat Junkies, Q-Tip                     | 1:22     |  |
| 20.   | «1-9-9-9» (Common y Sadat X)                               | Hi-Tek                                  | 4:10     |  |
| 21.   | «When It Pours It Rains» (Diamond D)                       | Diamond D                               | 2:03     |  |
| 22.   | «A Message from the Beat Junkies» (Interlude)              | Beat Junkies                            | 1:07     |  |
| 23.   | «Next Universe» (Mos Def)                                  | Hi-Tek                                  | 3:06     |  |
| 24.   | «Every Rhyme I Write» (Intro)                              | Beat Junkies                            | 0:43     |  |
| 25.   | «Every Rhyme I Write» (Shabaam Sahdeeq y Cocoa Brovaz)     | Nick Wiz                                | 3:56     |  |
| 26.   | «On Mission» (Reflection Eternal)                          | Hi-Tek                                  | 4:16     |  |
| 27.   | «Outro»                                                    |                                         | 3:58     |  |
| 71:33 |                                                            |                                         |          |  |

## Personal
Los créditos están adaptados de las notas del álbum.
- DJ Babu – Mezcla de DJ
- J Rocc – Mezcla de DJ
- Ken Duro Ifill – mezcla
- Tony Sinolis – mezcla
- David Greenberg – mezcla
- Sir Menelik – mezcla
- Thirstin Howl III – mezclando, rascando
- El-P – mezcla
- Vassos – mezcla
- Nick Loizides – mezcla, grabación
- Carlisle Young – mezcla, grabación
- DJ Sebb – scratching
- DJ Mr. Len – scratching
- Hi-Tek – scratching
- DJ Etch A Sketch – scratching
- DJ Massey – scratching
- Kieran Walsh – ingeniería
- Loopcipher – ingeniería
- Troy Hightower – ingeniería, mezcla
- Jeff Davidson – ingeniería
- Franck Khalfoun – fotografía
- Nobody Creative – dirección de arte, diseño
- VanShun Brown – ilustración
- John Semprit – obra de arte
- Case 2 – obra de arte
- Dome – obra de arte
- East3 – obra de arte
- One9 – obra de arte
- Phase 2 – obra de arte
- Sento – obra de arte
- Vulcan – obra de arte

## Listas

### Álbum
| Lista (1999)                                  | Posición más alta |
| --------------------------------------------- | ----------------- |
| Billboard 200 de EE. UU.                      | 30                |
| Top R&B/Hip-Hop Albums de EE. UU. (Billboard) | 6                 |

### Sencillos
| Lista (1999)                            | Posición más alta |
| --------------------------------------- | ----------------- |
| Estados Unidos (Bubbling Under Hot 100) | 10                |
| Estados Unidos (Hot R&B/Hip-Hop Songs)  | 41                |
| Estados Unidos (Hot Rap Songs)          | 4                 |